# Gordon Murray T.50
La GMA T.50 o Gordon Murray Automotive Type 50, è un'autovettura sportiva prodotta dalla casa automobilistica britannica Gordon Murray Automotive dal marzo 2023.
Progettata da Gordon Murray e ispirata alla McLaren F1, la T.50 è alimentata da un motore V12 aspirato da 3.994 cc, sviluppato da Cosworth. Il motore eroga 654 CV a 11.500 giri al minuto, con una coppia massima di 467 Nm a 9.000 giri al minuto.
Il T.50 ha un peso a secco di 986 kg, risultando più leggero della maggior parte dei concorrenti. Il motore V12 aspirato pesa solo 178 kg, mentre il telaio è di 30 kg più leggero rispetto a quello della McLaren F1. Grazie a queste caratteristiche, il T.50 vanta uno dei migliori rapporti peso/potenza nella sua categoria, con 672 cv per tonnellata. Il motore raggiunge inoltre una potenza specifica di 122,1 kW per litro.

## Aerodinamica

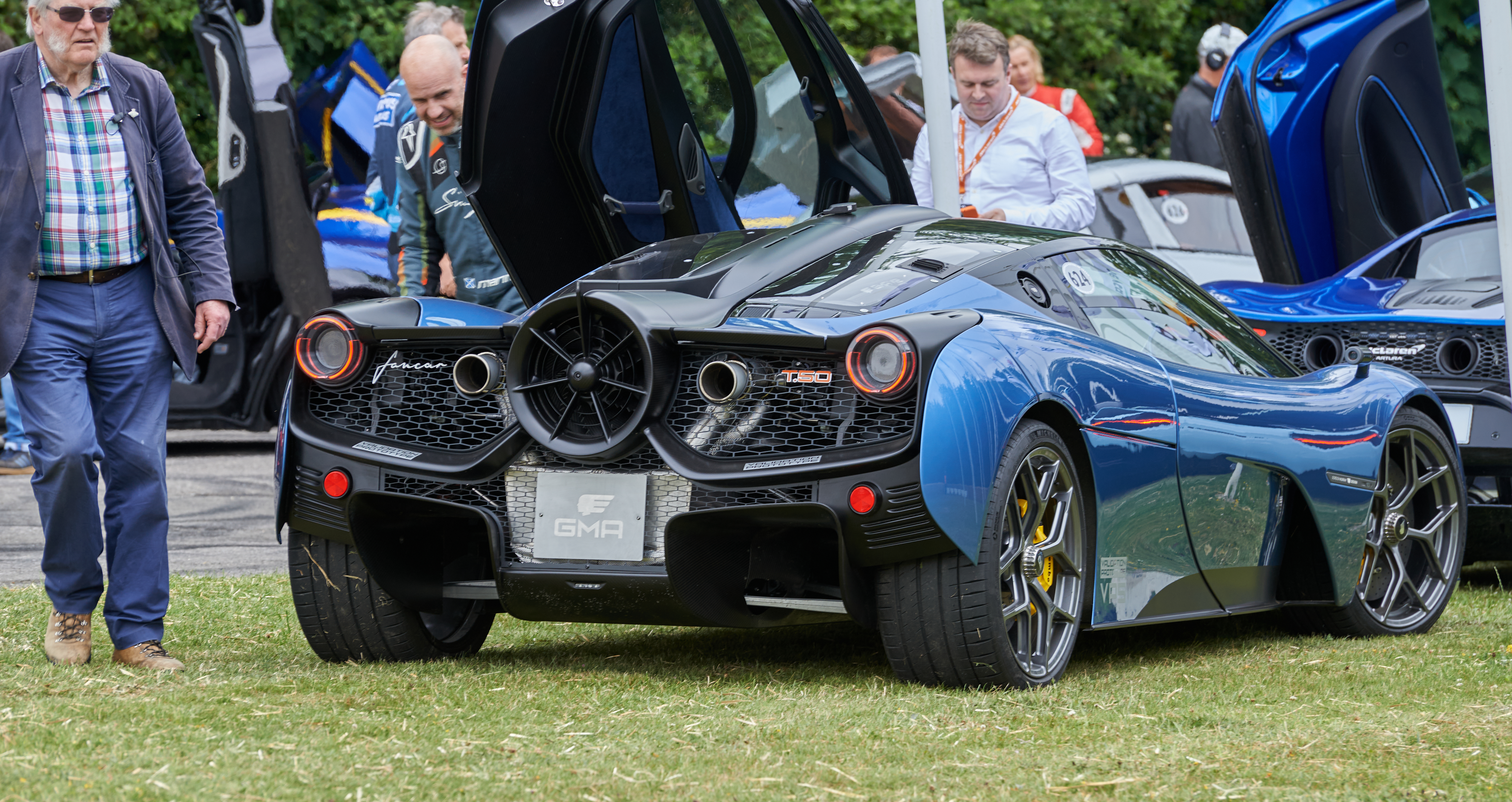
Dettaglio del posteriore con ventola posta tra i due scarichi

Una caratteristica distintiva della GMA T.50 è la ventola aerodinamica da 40 cm integrata nella parte posteriore della vettura, alimentata da un motore elettrico a 48 volt. Ispirata alla vettura di Formula Uno Brabham BT46B, questa ventola è stata appositamente progettata per migliorare in modo significativo l'effetto suolo della T.50. Poiché la T.50 utilizza un diffusore posteriore molto aggressivo, con angoli pronunciati, si crea un flusso d'aria notevolmente turbolento o semi-stallato sopra il diffusore quando la ventola è inattiva.
Grazie all'uso della ventola, la T.50 può aspirare l'aria da sotto l'auto con un angolo di 90 gradi, fornendo un notevole incremento della deportanza complessiva. Questo avviene perché la ventola genera un flusso laminare d'aria sopra il diffusore posteriore, aumentando l'effetto di aspirazione in combinazione con l'effetto Venturi creato sotto l'auto, davanti ai diffusori posteriori. Questo permette alla T.50 di controllare i vortici turbolenti sotto la vettura, migliorando sensibilmente la deportanza.
Grazie a questo design aerodinamico assistito dalla ventola, non è necessario installare pacchetti aerodinamici aggiuntivi, come splitter o ali, sia nella parte anteriore che posteriore della vettura. Questi elementi risulterebbero inefficaci nel fornire ulteriore deportanza e sono quindi considerati superflui, permettendo una forma esterna fluida e libera. Tuttavia, la T.50 utilizza spoiler aerodinamici attivi, che funzionano in sinergia con la ventola. Le funzionalità aerodinamiche attive e della ventola dipendono dalla modalità selezionata dal conducente, che può scegliere tra sei modalità preimpostate nell'abitacolo.
La configurazione aerodinamica assistita dalla ventola consente un aumento del 30% della deportanza quando viene selezionata la modalità "elevata deportanza", incanalando l'aria attraverso condotti perpendicolari al flusso d'aria sotto la vettura, garantendo così un potente effetto suolo. In frenata, la T.50 può fornire il 100% di deportanza aggiuntiva estendendo gli spoiler attivi a un angolo di 45 gradi e utilizzando i condotti del diffusore.
Inoltre, la T.50 può ridurre la resistenza aerodinamica selezionando le modalità preimpostate "streamline" e "Vmax", che permettono una riduzione complessiva della resistenza fino al 12,5%.

## Confronti con la McLaren F1

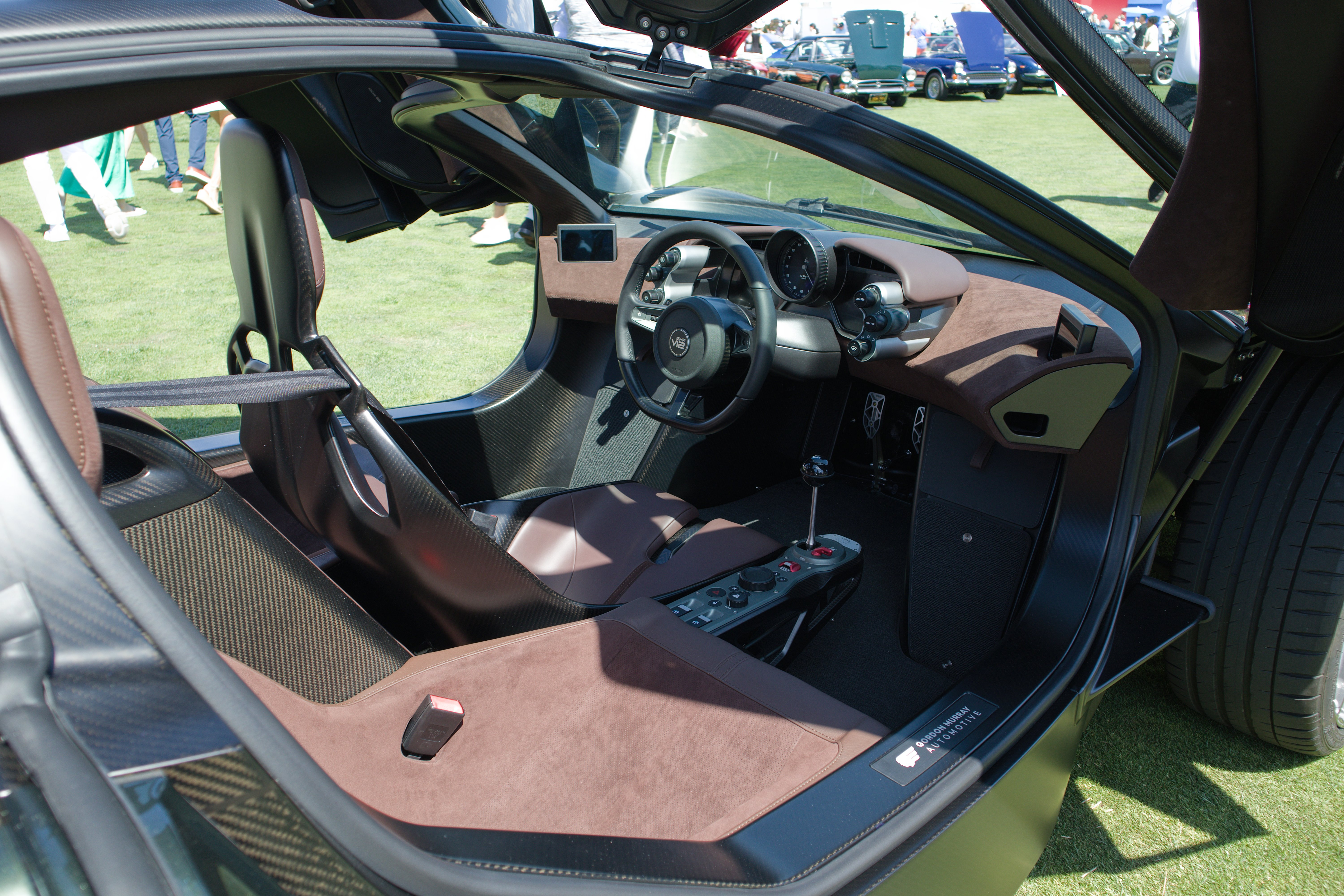
Interni, notare i tre sedili disassati e il volante centrale

La vettura, nota per le numerose somiglianze con la McLaren F1 prodotta tra il 1992 e il 1998 e ideata insieme a Gordon Murray, è spesso descritta come la "successore spirituale" della McLaren F1. La T.50 condivide diverse caratteristiche con la F1: un posto di guida centrale con due sedili passeggeri ai lati del conducente, un cambio manuale a sei marce, un motore V12 e porte a farfalla.
La T.50 risolve molte delle carenze progettuali e ingegneristiche presenti nelle Supercar degli anni '90, molte delle quali erano dovute alle pratiche di progettazione dell'epoca e ai vincoli di tempo e budget imposti dalla McLaren. Come ha affermato Murray: "I fari sembravano lucciole in un barattolo, l'aria condizionata era disastrosa, i freni cigolavano, la frizione doveva essere regolata ogni 5.000 miglia, il serbatoio del carburante andava sostituito ogni cinque anni, e caricare i bagagli negli scomparti era una vera seccatura. Tutto questo mi è rimasto impresso."

## Produzione
GMA prevede di costruire 100 auto per i clienti nel suo sito produttivo di Surrey. Ogni auto è costata 2,36 milioni di sterline e tutte le 100 unità stradali previste sono state vendute entro 48 ore dalla sua anteprima mondiale.
Il GMA T.50 ha un'accelerazione da 0 a 100 di 2,8 secondi e una velocità massima di 364 km/h.

La T50 s Lauda Edition

## Evoluzione

### T50s Niki Lauda
Saranno prodotte 25 varianti da corsa della vettura, denominate Gordon Murray Automotive T.50s Niki Lauda, ciascuna con un prezzo di 3,1 milioni di sterline. Il peso è stato ridotto di 134 kg, portando il totale a meno di 900 kg. Tra le modifiche spiccano un'ala a delta larga 1.784 mm sul posteriore, un profilo alare sottoscocca, un nuovo splitter anteriore e diffusori regolabili, che generano fino a 1.200 kg di deportanza, con un kit opzionale ad alta deportanza che la porta fino a 1.500 kg. La potenza del motore è stata incrementata a 772 CV; è stata inoltre aggiunta una pinna aerodinamica che si estende dal tetto fino alla parte posteriore dell'auto. I condotti del diffusore sottoscocca sono completamente aperti e la ventola gira costantemente a 7.000 giri/min.